# Pont de Neuville (metrostation)
Pont de Neuville is een metrostation aan lijn 2 van de metro van Rijsel, gelegen in het noorden van Tourcoing. Het metrostation werd op 27 oktober 2000 geopend en is vernoemd naar de wijk Pont de Neuville en de straat waaronder het zich bevindt, Rue du Pont de Neuville.

## Omgeving
- Gemeentelijke begraafplaats